# コショウボク
コショウボク（学名: Schinus molle、通称：ペルーコショウ、カリフォルニア ペッパー、Peruvian pepper（ペルビアン・ペッパー）、pepper tree peppercorn tree, pirul and Peruvian mastic）は、15メートルまで成長するウルシ科サンショウモドキ属の常緑樹である。 実の匂いや形が胡椒と似るが、胡椒とは全くの別種であり、関係はない。 鮮やかなピンク色の実は香辛料の「ピンクペッパー」として販売される。

## 分布
南北アメリカの乾燥地帯、ペルーのアンデス砂漠地帯が原産である。そこからアルゼンチンとチリに広がった。
現在では、観賞用として、もしくは香辛料の生産の為、世界中で広く育てられている。

## 人間との関わり
料理用として使われるほか、伝統的な医学薬として、傷の抗菌性や防腐性を持つ性質から、歯痛・リウマチ・月経障害などの様々な治療に使用された。近年、マウス実験で抗うつ作用を持つことが実証され、抗うつ薬や利尿剤としても使用されている。。

## 歴史
Schinus molleの「 molle 」とは、ケチュア語の木を意味する「 molli 」から来ている。
インカでは、熟した実の甘い外側の部分から飲み物を作った。この甘い部分は、実を数日放置し手で擦り解し、内側の苦い部分を取り除く作業が必要だった。このシロップはとうもろこしの粥と混ぜて栄養食として食された。